# Ashford Carbonel
Ashford Carbonel is een civil parish in het bestuurlijke gebied Shropshire, in het Engelse graafschap Shropshire.